# Macue
Macue (松江市; Hepburn: Matsue-shi) japán település, Simane prefektúra székhelye, mely az ország legnagyobb szigetén, a Honsún található Csúgoku régióban helyezkedik el. A város becsült lakossága 2016 júniusában 206 002 fő volt.
Macue a Sindzsi-folyó és a Nakaumi között, a kettőt összekötő Ohasi-folyó mentén helyezkedik el. A Sindzsi-folyó–Nakaumi terület teljes lakossága körülbelül 600 000 főre tehető, így Niigata után Macue a második legjelentősebb város a Japán-tenger partján. Macuét a közeli tavak hangsúlyossága, valamint a városképben megjelenő folyó és csatornák miatt néha „vízi városnak” (水の都) hívják. A közeli Izumo-taisa Japán egyik legrégebbi sintó szentélye, csak a Mie prefektúrában található iszei nagyszentély jelentősebb.

## Története
Macue modern kori kastélyvárosát eredetileg Horio Josiharu, a Macue-klán ura alapította, amikor 1607 és 1611 közötti ötéves időszak alatt megépíttette a macuei várkastélyt és az azt körülölelő kastélyvárost. Macue számos éven át a Szanin régió hatalmának székhelye volt.
Macue első uralkodói a Hario-család tagjai voltak. Horio Josiharu fia, Tadaudzsi apja előtt elhunyt, így a provincia unokája, Tadaharu kezébe került. Tadaharu gyermektelenül hunyt el, így a provincia a Kjógoku-család, Omi és Vakasza daimjóinak irányítása alá került. Kjógoku Takacugu Oda Nobunagát és Tojotomi Hidejosit szolgálta. Takacugu fia, Tadataka Tokugava Hidetada negyedik lányát, Hacut vette feleségül. A férfi harcolt Oszaka ostromában és a legendák szerint 300 ellenfelet győzött le egymaga. Tadataka 1634-ben megkapta az Izumo provinciát, a gyermektelen Horio Tadaharut váltva. Uralkodása alatt kiemelkedő szerepe volt a Hiikava-folyó szabályzására irányuló projektekben.
Tadataka 1637-ben szintén gyermektelenül hunyt el, a terület a Macudaira-család kezébe került. Macudaira Naomasza Júki Hidejaszu harmadik fiaként született. Hidejaszu, Ecsizen daimjója, Tokugava Iejaszu harmadik fia volt, így Naomasza Tokugava unokája volt. Naomasza Oszaka ostroma alatt tett hírnévre, ahol 14 évesen harcolt. Később az ecsizeni Ono, majd a sinanói Macumoto daimjója, 1638-ban pedig Izuno uralkodója lett. Naomaszának a korábbi uralkodókkal szemben született gyermeke, örökösei tíz generáción át, az Edo-bakufu végig tartották kezükben Izumót.
Összesen tíz Macudaira-daimjó irányította Macuét. Az első, Macudaira Naomasza után a második leghíresebb a hetedik, Macudaira Haruszato volt. Haruszato forradalmasította, majd talpra állította a pénzügyi nehézségekkel küzdő Macue közigazgatási rendszerét. Vagyonát eperfákba fektette és támogatta a különleges étkeket, mint például a Macuéban ínyencfalatnak számító kagylókat. Haruszato a teaszertartás nagy rajongója volt, a saját szertartásának a neve fumai nevet kapta, és Unsju néven iskolát is alapított. A Meimei-an nevű teaháza még a 2010-es években is működött. A vagasira, a teaszertartásokon felszolgált édességekre tett befolyása miatt a macuei vagasik, különösképpen a vakakusza igen híres lett.
A városban található a macuei várkastély, becenevén a „fekete várkastély”, mely egyike Japán 12 eredeti, fennmaradt várkastélyának. A macuei várkastély a második legnagyobb területű, a harmadik legmagasabb és a hatodik legidősebb várkastély. A kastély területén található egy kanyargó út, melyet nagyon öreg bambuszfák, cserjék és egyéb fák zárnak közre. A kastély területét és parkját a horikava várárok veszi körül.
Lafcadio Hearn író 1890 és 1891 között Macuéban tanított. Egykori háza az életét bemutató múzeumként működik, és népszerű turisztikai látványosság. A városban számos Hearn tiszteletére emelt emlékmű és nevezetesség található. A városban található további múzeumként tartják számon a Simanei Művészeti Múzeumot és a Tanabe Művészeti Múzeumot.
A macuei Szada-szentély a matracai kicserélésével kapcsolatos, tisztító rituálék sorozatából álló Szada sin nó szenttánc otthona. A matracokat a táncosok tartják, majd ülőhelyként felajánlják azokat az istenségeknek. A változatos táncformákat a szentély színpadán adják elő, énekléssel, fuvolázással és dobolással kísérve. A közösségben az előadás generációról generációra szállt tovább. A Szada sin nó 2011 novemberében bekerült az UNESCO az emberiség szellemi kulturális öröksége listájára. A további fontosabb szentélyek között szerepel a Jaegaki-szentély, a Kamoszu-szentély és a Miho-szentély is, de a város területén belül található az izumói kokobundzsi romjai is.

### Kronológia
- 1889. április 1: megalapítják Macuét.
- 2005. március 31: beolvasztják Macuéba a Jacukai körzetben elhelyezkedő Kasima, Mihonoszeki, Simane, Sindzsi, Tamaju és Jacuka városát, illetve Jakumo falvát, ezzel létrehozva Macue új és kibővített városát.
- 2011. augusztus 1: beolvasztják Macuéba a szintén a Jacukai körzetben elhelyezkedő Higasiizumo városát.[6]

## Népesség
| Lakosok száma | 208 613 | 206 230 | 201 802 |
|               | 2010    | 2015    | 2021    |

## Éghajlata
Macuénak párás szubtrópusi éghajlata (Cfa Köppen-éghajlati besorolás) van, nagyon meleg nyarakkal és hideg telekkel. A csapadék egész évben bőséges, de júniusban, júliusban és szeptemberben valamivel erősebb.
| Hónap                         | Jan. | Feb. | Már. | Ápr. | Máj. | Jún. | Júl. | Aug. | Szep. | Okt. | Nov. | Dec. | Év   |
| ----------------------------- | ---- | ---- | ---- | ---- | ---- | ---- | ---- | ---- | ----- | ---- | ---- | ---- | ---- |
| Átlagos max. hőmérséklet (°C) | 7,3  | 8,0  | 11,8 | 18,0 | 22,5 | 25,3 | 29,4 | 31,1 | 26,4  | 21,1 | 15,8 | 10,5 | 19,0 |
| Átlaghőmérséklet (°C)         | 3,7  | 4,0  | 6,9  | 12,5 | 17,1 | 20,9 | 25,2 | 26,5 | 22,0  | 16,1 | 11,0 | 6,4  | 14,4 |
| Átlagos min. hőmérséklet (°C) | 0,5  | 0,6  | 2,5  | 7,7  | 12,4 | 17,3 | 22,1 | 22,9 | 18,5  | 12,0 | 6,9  | 2,7  | 10,6 |
| Átl. csapadékmennyiség (mm)   | 151  | 137  | 127  | 124  | 120  | 196  | 268  | 145  | 216   | 135  | 138  | 138  | 1895 |
| Havi napsütéses órák száma    | 72   | 84   | 144  | 181  | 216  | 172  | 188  | 215  | 153   | 160  | 111  | 84   | 1782 |
| Forrás: NOAA (1961–1990)      |      |      |      |      |      |      |      |      |       |      |      |      |      |

## Kultúra
A hagyományos fesztiválokat megtartják, példának okáért a Macue-dó dobparádé évente, október harmadik vasárnapján kerül megrendezésre. A parádé eredetileg újévi fesztivál volt, azonban az évek alatt megváltozott a célja.

## Oktatás

### Egyetemek és kollégiumok
- Simane Egyetem
- Simane Prefekturális Lánykollégium
- Macue Technológiai Kollégium

## Nemzetközi kapcsolatok

### Barátságvárosok
- New Orleans, Amerikai Egyesült Államok, 1990 (megkezdett)/1994 (hivatalos megállapodás)
- Csilin, Kína, 1995 (megkezdett)/1999 (hivatalos megállapodás)
- Dublin, Írország
- Csindzsu, Dél-Korea, 1999 (hivatalos megállapodás)
- Hangcsou, Kína, 1994 (megkezdett)/2003 (hivatalos megállapodás)
- Jincsüan, Kína, 1994 (megkezdett)/2004 (hivatalos megállapodás)
- Onomicsi (Hirosima), 1994 (hivatalos megállapodás)

### Testvérvárosok
- Takarazuka (Hjógo)
- Szuzu (Isikava)